# Episodi di Major Crimes (terza stagione)
La terza stagione della serie televisiva Major Crimes, composta da 19 episodi, è stata trasmessa in prima visione assoluta negli Stati Uniti dal canale via cavo TNT dal 9 giugno 2014 al 12 gennaio 2015.
In Italia la stagione è trasmessa in prima visione da Premium Crime, canale a pagamento della piattaforma Mediaset Premium, dal 26 dicembre 2014 al 1 maggio 2015.
| nº | Titolo originale          | Titolo italiano           | Prima TV USA     | Prima TV Italia  |
| -- | ------------------------- | ------------------------- | ---------------- | ---------------- |
| 1  | Flight Risk               | Rischio di fuga           | 9 giugno 2014    | 26 dicembre 2014 |
| 2  | Personal Day              | Il giorno libero          | 16 giugno 2014   | 2 gennaio 2015   |
| 3  | Frozen Assets             | Beni congelati            | 23 giugno 2014   | 9 gennaio 2015   |
| 4  | Letting It Go             | Giustizia personale       | 30 giugno 2014   | 16 gennaio 2015  |
| 5  | Do Not Disturb            | Non disturbare            | 7 luglio 2014    | 23 gennaio 2015  |
| 6  | Jane Doe #38              | La ragazza senza nome     | 14 luglio 2014   | 30 gennaio 2015  |
| 7  | Two Options               | Due opzioni               | 21 luglio 2014   | 6 febbraio 2015  |
| 8  | Cutting Loose             | Un trattamento speciale   | 28 luglio 2014   | 13 febbraio 2015 |
| 9  | Sweet Revenge             | Dolce vendetta            | 4 agosto 2014    | 20 febbraio 2015 |
| 10 | Zoo Story                 | Animali selvatici         | 11 agosto 2014   | 27 febbraio 2015 |
| 11 | Down the Drain            | Giù nelle fogne           | 24 novembre 2014 | 6 marzo 2015     |
| 12 | Party Foul                | Festa col morto           | 1º dicembre 2014 | 13 marzo 2015    |
| 13 | Acting Out                | Storie vere               | 8 dicembre 2014  | 20 marzo 2015    |
| 14 | Trial by Fire             | Processo di fuoco         | 15 dicembre 2014 | 27 marzo 2015    |
| 15 | Chain Reaction            | Reazione a catena         | 22 dicembre 2014 | 3 aprile 2015    |
| 16 | Leap of Faith             | Salto nel vuoto           | 29 dicembre 2014 | 10 aprile 2015   |
| 17 | Internal Affairs          | Affari interni            | 5 gennaio 2015   | 17 aprile 2015   |
| 18 | Special Master (Part One) | L'accordo (prima parte)   | 12 gennaio 2015  | 24 aprile 2015   |
| 19 | Special Master (Part Two) | L'accordo (seconda parte) | 12 gennaio 2015  | 1º maggio 2015   |